# Coup de Grace (Orange Goblin)
Coup De Grace è il quarto album della band inglese heavy metal Orange Goblin pubblicato nel 2002 dall'etichetta Rise Above Records. A quest'album collaborano anche John Garcia dei Kyuss e Tom Davies dei Nebula.
Nel gennaio del 2011, la Rise Above ristampa l'album in formato digitale e vi include tre tracce bonus, oltre a quella già presente nella prima edizione americana e giapponese (Bad Blues): No Law (un precedente contributo del gruppo nell'album-tributo High Volume: The Stoner Rock Collection), No Class (cover dei Motörhead) e Freelance Fiend (cover dei Leaf Hound).
Your World Will Hate This compare nel videogioco Tony Hawk's Underground.
Il fondatore dell'etichetta Man's Ruin Records Frank Kozik, che in passato aveva prodotto diverse registrazioni degli Orange Goblin, è l'autore dell'artwork in copertina.

## Tracce
1. Your World Will Hate This - 1:57
2. Monkey Panic - 3:42
3. Rage of Angels - 4:26
4. Made of Rats - 5:36
5. Whiskey Leech - 4:01
6. Getting High on the Bad Times - 4:33
7. Graviton - 4:11
8. Red Web - 5:13
9. Born With Big Hands - 4:25
10. Jesus Beater - 4:30
11. We Bite (cover dei Misfits) - 1:19
12. Stinkin' o' Gin- 7:21
13. Bad Blues (traccia bonus in America e in Giappone)

## Formazione
- Ben Ward - voce
- Pete O'Malley - chitarra solista
- Joe Hoare - chitarra ritmica
- Martyn Millard - basso
- Chris Turner - batteria

### Musicisti ospiti
- John Garcia - voce in Made of Rats e Jesus Beater
- Tom Davies - seconda voce in Monkey Panic